# Peter Skeppström
Johan Peter Skeppström, född 21 april 1978, är en svensk socialdemokratisk politiker, tidigare pressekreterare i Sveriges socialdemokratiska ungdomsförbund (SSU). Numera arbetar Peter vid Hyresgästföreningen som opinionsstrateg.
Peter Skeppström var närvarande då SSU-ordföranden Anna Sjödin greps vid det uppmärksammade bråket vid krogen Crazy Horse i Stockholm den 29 januari 2006. Enligt polismän på plats skall Skeppström ha varit märkbart berusad och hotat med att kontakta justitieminister Thomas Bodström.

## Citat
- Wikiquote har citat av eller om Peter Skeppström.